# Пежо 306
„Пежо 306“ (Peugeot 306) е модел средни автомобили (сегмент C), произвеждана от френската фирма „Пежо“ от 1993 до 2003 година. Той заменя „Пежо 309“ и е заменен от „Пежо 307“ през 2001 година, като версиите кабриолет и комби са произвеждани до 2002 година.

## История
306 е проектирана между 1990 и 1992 г. Продажбите на версията с пет врати започват на 18 февруари 1993, като версията с три врати и версията с дизелов двигател започват да се продават от есента на 1993. Тя е заместника на Пежо 309 (което е развалило нормалното възходящо номериране на моделите на Пежо). 306-цата е механически идентична със Ситроен ZX, който е пуснат две години по-рано: двете коли използват общо шаси. 306, със своят атрактивен Pininfarina дизайн е по-успешна от своя брат близнак. Само 6 месеца след старта си, Пежо 306 получава престижната автомобилна наградата на авторитетното немско списание „Bild am Sonntag „ – „Златен волан“. След това 306-цата получава титлата най-добър вносен автомобил в Германия и бива признат за най-добър автомобил в страна, която е флагман на автомобилостроенето. Кабриото стартира своите продажби през 1994, а комби версията – през 1997 до спирането на продукцията през 2001 (2002 за комби и кабрио версиите).
Бензиновите мотори варират от 1.1 до 2.0 с мощности от 60 до 167 к.с. за най-мощната модификация: GTi-6. При дизелите откриваме две атмосферни версии (1868 и 1905 cm3) и един турбодизел с работен обем 1.9 литра, всички от тях от поколението XUD. През 1999, турбодизеловия двигател е заменен с 2.0-литров турбодизелов комън рейл двигател HDi. Ситроен Берлинго и Пежо Партнер използват същата платформа като 306. Шасито, използвано от 306 и ZX също е влязло в употреба и при заместника на ZX, Ситроен Ксара. Споделянето на платформи и двигатели между Пежо и Ситроен е политика на компанията-майка ПСА Пежо-Ситроен от края на 70-те години на 20 век, след сливането на Пежо с банкрутиралия тогава Ситроен. Първите коли след сливането са били Ситроен LNA и Талбот Самба, базирани на Пежо 104. Тази политика продължава и днес в цялата гама на Пежо и Ситроен. Новаците в класа си Пежо 107, Ситроен C1 и Тойота Айго всъщност са по дизайн на Тойота вместо на ПСА.

## 306 Фаза 1
306-цата е пусната през март 1993 като 3- и 5-врат хечбек, като моделите седан, кабрио и комби са представени по-късно. Комби версиите са брандирани като SW от английското наименование „station wagon“. Фаза 1, известна в Австралия като N3 и представена през 1994.
Объркваща поредица от различни модификации са предложени през живота на фаза 1, включително Genoa, XSS, X, XT, XRdt и Xd. По-късно са добавени различни спортни модели като S16, XSi и GTI-6 (бензин) както и D-Turbo S (дизел).
Всички варианти на 306 освен кабрио и GTI-6 изпълненията са били с много конкурентна цена.

### Бензинови двигатели
Основните бензинови двигатели са били вече доказани четири-цилиндрови агрегати с вече изградена солидна репутация в други модели Пежо като 205, 309 и 405. Първоначално, масовите модели са били захранвани от производни на двигател TU с 8 клапана в разновидности от 1.1, 1.4 и 1.6 литра работен обем. Най-малкия от тях, 1.1 е отпаднал бързо, но вариантие с 1.4 и 1.6 литрови двигатели са се продавали добре; последния от които е предлагал добър баланс между производителност и икономия.
Имало е и три по-големи двигателя, които са били ограничени за спорните и моделите с автоматична скоростна кутия. Тези двигатели са били уголемени разработки на двигател XU, който е бил използван в 205 GTi 1.9 и в по-големите модели на 405. 1.8-литрова версия с ръчна (не са произведени много коли с 1.8 и ръчни скорости) и автоматична скоростна кутия; както и две версии от 2.0 литров двигател с 8 или 16 клапана са захранвали съответно XSi и S16. В Австралия, единствените възможни двигатели са били 1.8 и 2.0L.

### Дизелови двигатели
Пежо са имали отлична репутация заради дизеловите си двигатели, 306-цата е била предлагана с дизелов двигател от серията XUD в атмосферни и турбинирани форми. Този двигател първоначално е бил с обем от 1769cc, но капацитета му скоро е бил увеличен до 1905cc. Турбинираната версия бързо е спечелила репутация на добро попадение за изключителното управление на 306. Не само че мощта на двигателя съвпада с тази на много близки по обем бензинови двигатели, ами и внимателно проектираната инсталация уверява, че впечатляващото му допълнително тегло няма да попречи на управлението. Дизеловия двигател с недиректно впръскване XUD, който използва Ricardo Comet експлозии в камера дизайн, е популярен заради използването на растително масло, все пак се използва горивна система Bosch.

### Дизайн на шасито
Обичайната гама двигатели на ПСА задвижва предните колела на привидно стандартно конструираното шаси. Отпред има обикновено Макферсон изпълнение със стабилизираща щанга, докато задницата използва изцяло независимото торсионно окачване на ПСА Пежо-Ситроен, което е било за пръв път показано на комби версията на Пежо 305. Но все пак, конструкторите на шасито са използвали известни нестандартни решения, като например пасивно завиване на задните колела, по-малко от на Ситроен ZX, (чрез специално проектирани втулки в задното окачване) и амортисьори собствена изработка. При по-голям пробег се наблюдава износване на въпросните втулки, което е лесно поправимо. Също е възможно износване на лагерите на носачите, които износват осите им, което води до скъп ремонт или замяна на целия заден мост. Дизеловите и по-големите бензинови двигатели са поставяни възможно най-отзад в коша на двигателя в опит да разпределят колкото се може повече тегло зад линията на предния мост, което също така понижава центъра на тежестта, което подобрява разпределението на тегло и намалява недозавиването. 306-цата и „братовчед“ ѝ Ситроен ZX са били смятани като малките семейни коли с най-добро управление за времето си.

### Каросерия
Противоположно на популярен мит, никой масов модел на Пежо не е бил поцинкован, но 306-цата се възползва от добавяне на цинк към боята, което значително е подобрило защитата от ръжда.

### Версии
Нивата на оборудване са XN, XL, XR, XT и XS; XN е най-базовия вариант, а XT – този с най-много екстри. Варианта XT е бил наличен само за коли с пет врати, докато XR, XN и XL е имало и за 3-врати 306-ци. D-Turbo и XSi са били налични и за 3, и за 5 врати, а XS и S16 – само за 3-врати изпълнения. Повече не е имало „X/G“ обозначения („X“ означава 3-врата кола, а „G“ – 5-врата). Дизелов модел може да бъде разпознат по добавената буква „d“ след нивото на оборудване, а турбодизел – с добавено „dt“. Имало е и специални издания, обозначени „Alpine“ – след 1994 (само с 3 врати).

#### Седан
Нивата на оборудване при седаните са съответно SN, SL, SR, и ST. Седанът за много шофьори е предоставил алтернатива пред доминиращите на пазара хечбеци и е хвален на времето от Джеръми Кларксън (Топ Гиър).
Версията 306 Седан е била сравнявана от британското авто-списание What Car? като по-нисш „Брат“ на Пежо 405, но това не е вярно до известна степен, тъй като 306 има по-сложен дизайн на окачването и качеството на изработка е много по-добро.

#### Спортни модели
Пежо създаде „хот хеч“ D-Turbo версия, която е на практика идентична с бензиновия XS, но с дизелов двигател. 306-цата не е бил първият достъпен и масов дизелов бързак, с тези хвалебствия към VW Golf II GTD от средата на 80-те години на 20 век. Както и да е, 306 D-Turbo е бил първият продаден в значителни размери модел и този успех реално е създал пазарната ниша за такива спортни дизелови автомобили. Повечето произведени D-Turbo модели са с 3 врати, но има и някои редки случаи на 5-врато D-Turbo.
Вариантите D-Turbo и XS са били стандартно оборудвани с предни светлини за мъгла, по-широки брони в цвета на купето, спортни седалки и волан и по-широк, хромиран накрайник на ауспуха; 14-цоловите лети джанти са се предлагали допълнително като екстра. Моделите се вписват някъде между вариантите XR и XT като се има предвид стандартното оборудване.
Версията с XSi 8v 2.0 – бензин е имала и по-различни прагове, както и опционални 15-цолови 5-лъчеви алуминиеви джанти. Всичко това е станало стандартно не след дълго.
Версията S16 е била заменена с по-мощния GTI-6 през 1996. Тя има повече мощност заради преработения двигател, скъсена 6-степенна скоростна кутия и някои минимални ревизии по шасито. GTI-6 двигателя е по-гъвкав от S16, а новата скоростна кутия спомага за по-ефективното използване на двигателя.

## 306 Фаза 2
306-цата претърпя единствената сериозна разлика за живота си през май 1997 с пускането на „Фаза 2“ (В Австралия – „N5“). Основните форми останаха същите, но фаровете, решетката и броните бяха модернизирани, за да се впишат в новата дизайнерска линия на фамилията на Пежо, утвърдена с Пежо 406. Предните мигачи вече са едно цяло с фаровете и новата предна емблема е създадена.
Премахнати са черните пластмаси под надписите за модела на задницата на автомобила, така е придаден по-модерен вид. Има също така някои промени по арматурното табло като дигитален километраж и подобряване на качеството на изработка, за да може да се устои на нарастващата тогава конкуренция от страна на другите производители. Също така са предложени нови двигатели с размери 1.8 и 2.0, които са получили 16-клапанови цилиндрови глави със скромно увеличаване на мощността.
Колите след 1998 година са получили още подобрения, включително централна конзола с алуминиев ефект при някои изпълнения и хромирано лого на Пежо на волана. Други обновления са включвали премахването на гумената лента около задното стъкло, брони в цвета на купето за някои модели и нови седалки.
Нови модели са се появили по време на Фаза 2. „Rallye“ е създаден, използвайки двигател и скоростна кутия от GTI-6, но с по-малко стандартно оборудване (ръчни стъкла и огледала, без климатик, седалки от плат вместо кожа и алкантара, премахнати предни светлини за мъгла), което прави автомобила с 65 кг по-лек от GTI-6. Произвеждан е само в три цвята – черен, череша и бял – произведени са само 500 бройки, само за Великобритания.
Моделът „Меридиан“ (по принцип специално издания) е бил пуснат отново през 1999 отбелязвайки сериозен списък на стандартно оборудване, включващ нов полу-кожен салон и по-нататъшни обновления по интериора.
По-късно произведените автомобили от Фаза 2 са получили новите стопове, които са вграждани във Фаза 3.

## 306 Фаза 3
Моделите от средата на 1999 получават още подобрения и модификации по екстериора като:
- Кристални фарове с къси и дълги светлини, използващи стандарта H7
- Кристални кръгли фарове за мъгла
- Цялостно боядисване на всички екстериорни елементи (брони и др.)
- Премахната пластмасова лайстна от капака на багажника
- Изцяло премахнато гуменото уплатнение на задното стъкло
- Различна задна чистачка
- Нови цветове

Обновленията по интериора са по-несъществени, като по-кръгъл скоростен лост със сребърен връх и сребърно табло и централна конзола.
Моделите XS, XSi, XT и D Turbo получават екстериорните елементи на GTI-6 (брони, прагове, спойлер). Остаряващия дизелов двигател XUD е заменен с по-новия и по-усъвършенстван HDi, който включва комън рейл впръскване. Някои по-обикновени модели използват двигател DW8 – атмосферен „чист“ дизел (без турбина). Почти всички автомомбили са получили ABS система и множество въздушни възглавници като стандартно оборудване. Автоматичните чистачки са били също стандартно оборудване за всички модификации освен най-ниската такава.

## Край на историята
Въпреки усилията на Пежо, колата се класира слабо в различни проучвания сред потребителите, като например въпросника на списание JD Power , който е направен с помощта на предаването на BBC Топ Гиър.
Хечбек версията на 306 е спряна от производство през 2001 година, за да направи място на наследника си, Пежо 307. Кабрио и комби вариантите са останали на пазара до 2002. Седанът се е продавал също до 2002 в Европа, с изключение на Великобритания – там производството му спира през 1999 година.

## Сигурност
През 1998, EuroNCAP тества 306-цата и тя спечелва само 3 точки за защита. Това е било съревнование с огромна конкуренция като се има в предвид, че Форд Ескорт е получил само две звезди,  но новия за 1999 Форд Фокус и Опел Астра G – 4 звезди.
През 2006, от Australian Used Car Safety Ratings са оценили 306-ците, произведени между 1994 и 2001 като „доста по-добри от средното“ в способността им да предпазят пътниците по време на катастрофа. Това е бил един от най-високите резултати, постигнати за 2006.